# Publi Comini
Publi Comini (en llatí Publius Cominius) va ser un cavaller romà nascut a Spoleto, que junt amb el seu germà (Luci o Gai Comini) va acusar Estiè (74 aC) i a Gai Corneli (66 aC), el darrer tribú de la plebs el 67 aC, de delicte de traïció (majestas).
El dia del judici els dos germans van ser expulsats de la ciutat. L'any 65 aC es van renovar les acusacions i Corneli va ser defensat per Ciceró (llavors pretor) i l'acusat va ser absolt. Va morir abans del 45 aC.